# Ангстрьом
Ангстрьом (символ Å, на шведски: ångström) е извънсистемна мерна единица за дължина, която често се използва във физиката при определяне на разстоянието при атомите и молекулите.
1 Å = 10-10 m = 0,1 nm (нанометра) = 100 pm (пикометра)
Един ангстрьом е приблизителният диаметър на орбитата на електрона в невъзбуден водороден атом. От същия порядък е стъпката на атомната решетка в повечето кристали.
Въпреки че е международно признат, ангстрьомът официално не е част от международната система единици (SI); най-близката единица от SI е нанометърът (1 nm = 10 Å). Използването на ангстрьома официално не се препоръчва от Международния комитет по мерки и теглилки, а също така той не е включен в Европейския каталог на измервателните единици, които могат да се използват във Вътрешния пазар на ЕС.
Единицата е наречена на шведския физик Андерс Ангстрьом, който я въвежда през 1868 г.